# Thelairosoma pulchellum
Thelairosoma pulchellum là một loài ruồi trong họ Tachinidae.